# 青綠山水

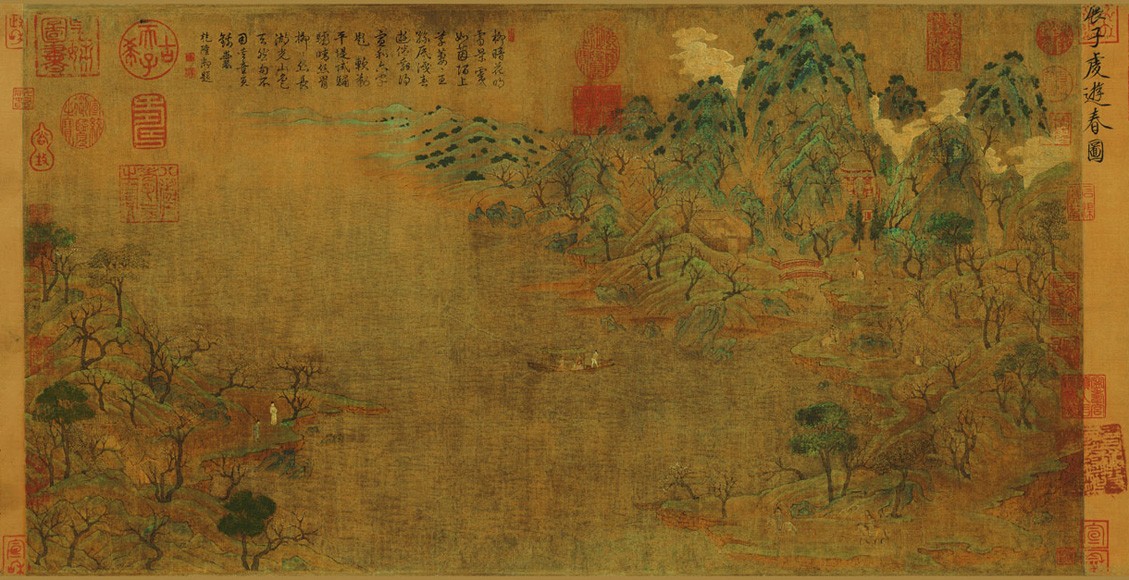
題做展子虔的山水畫卷《遊春圖》（宋摹本）。

青绿山水，又稱青碧山水，是中國山水畫的一種形式，主要特征為工笔、重彩。其青綠的顔料是來自呈色稳固的矿物如石青、石绿。青绿山水流行于隋、唐和北宋末年宫廷，之後式微。

## 歷史

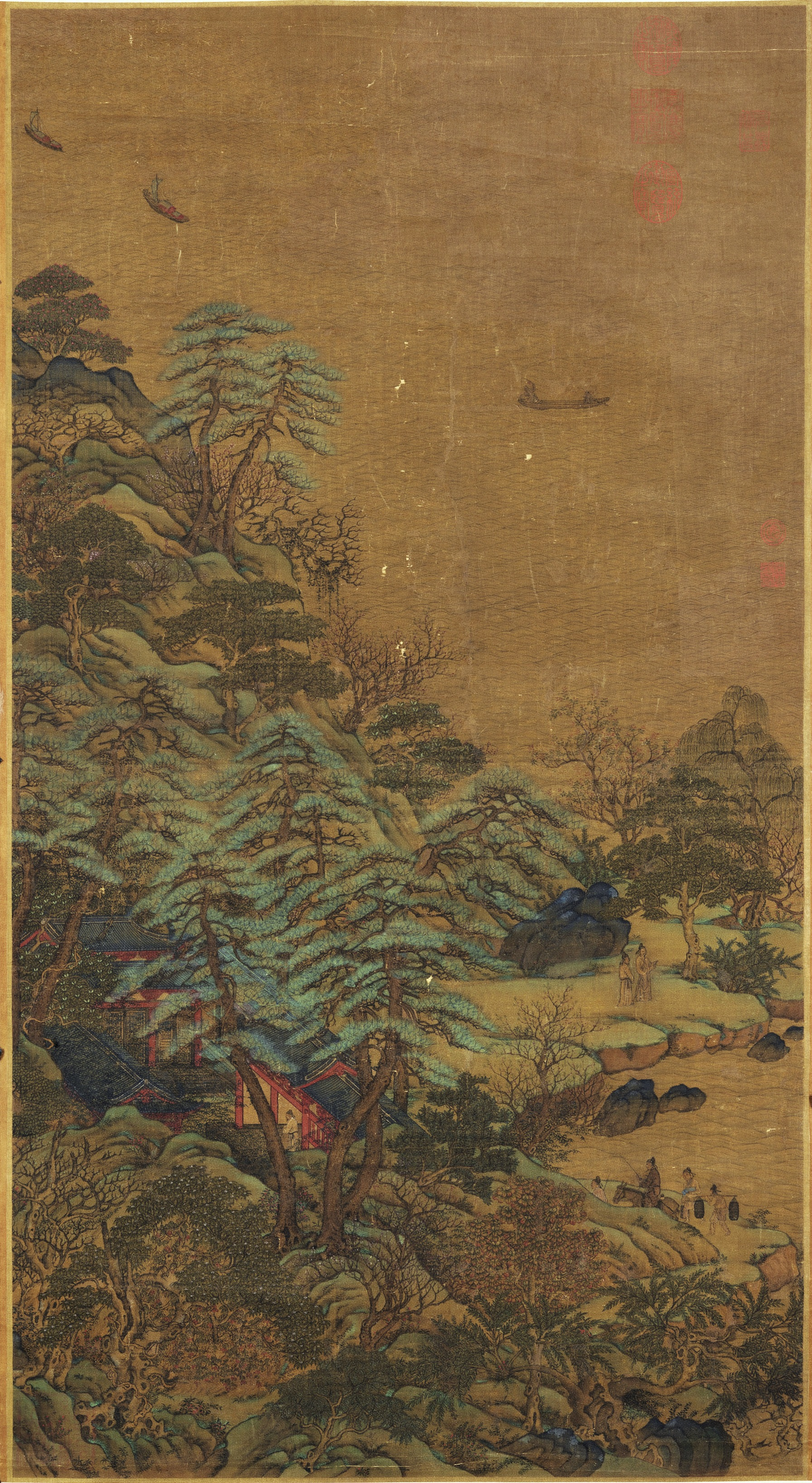
舊題畫者為李思訓的青綠山水《江帆樓閣圖》（宋），設色以石青、石绿为主，再傅以金粉，他的畫風概括來就是“青绿为质，金碧为文”、“阳面涂金，阴面加蓝”。

中國第一幅完整独立的山水画卷《游春图》即青绿山水之發端。
初唐號稱“国朝山水第一”的李思训即以青綠山水知名:166，他创“大青绿山水”及“金碧山水”（後者比一般的青绿山水多泥金一色），富有“金碧辉煌”的氣勢。其子李昭道也是青绿山水大家，師法其父，但又稍变其法，二人合稱“大小李将军”。除去二李，唐朝的阎立德、阎立本二兄弟以及王維也曾創作青綠山水。王維以田野風光爲主，而李思訓的作品則以宫殿楼阁爲主。因此相對于李思訓的“大青绿山水”，後世又稱王維之法為“小青绿山水”。
青綠山水到宋代王希孟繪成大青绿设色的《千里江山图》時達到鼎盛，南宋的赵伯驹、赵伯骕兄弟也以大青绿為基準，但開始加入文人水墨画的技法，顯得“精工之极，又有士气”，而非“富麗堂皇”。之後隨著文人画地位的逐漸增高，水墨山水成爲主流，青绿山水失勢，有限的发展中也以小青绿為胜，大行其道的是水墨山水、浅绛山水等。
不過雖然如此，元朝画家钱选和明吴门画派（如吳門四家等）也有較好的青碧山水作品，畫風淡雅。清代以后，青碧山水之勢更衰，此時的青碧山水作品以水墨为体，唯略施青绿而已。:6-7